# Raffo Cars
Raffo Cars war ein britischer Hersteller von Automobilen.

## Unternehmensgeschichte
John Raffo gründete 1985 das Unternehmen in Southport in der Grafschaft Merseyside. Er begann mit der Produktion von Formel-V-Rennwagen, Automobilen und Kits. Der Markenname lautete Raffo. 2000 endete die Produktion. Harlequin Autokits setzte die Produktion von zwei Modellen noch bis 2005 fort, wobei unklar bleibt, ob sie als Raffo oder als Harlequin vermarktet wurden. Insgesamt entstanden etwa 34 Exemplare.

## Fahrzeuge
Das erste Modell war der Tipo 11. Ein Spaceframe-Rahmen bildete die Basis. Darauf wurde eine Karosserie aus Fiberglas montiert. Besonderheit war die nach vorne zu öffnende Kanzel über dem Fahrgastraum, ähnlich wie beim Bond Bug. Ein Vierzylinder-Boxermotor vom Alfa Romeo Alfasud in Mittelmotorbauweise trieb die Fahrzeuge an. Bis 1988 entstanden etwa elf Exemplare.
Darauf folgte 1988 der Tipo 12. In Bezug auf Fahrwerk und Motor entsprach er dem ersten Modell. Dieser Rennsportwagen war sowohl offen als auch geschlossen erhältlich. Bis 1991 entstanden etwa 14 Exemplare.
1996 erschien der Belva, auch Tipo 16 genannt. Dies war ein Coupé mit Flügeltüren. Ein Vierzylindermotor von Ford mit wahlweise 1800 cm³ oder 2000 cm³ Hubraum in Fahrzeugmitte trieb die Fahrzeuge an. Raffo Cars von 1996 bis 2000 sowie Harlequin Autokits von 2000 bis 2005 fertigten zusammen etwa sieben Exemplare.
2000 ergänzte der Belvetta, auch Tipo 17 genannt, das Sortiment. Er war ein offener Zweisitzer. Bis 2005 entstanden etwa zwei Exemplare.